# Rechimont
Rechimont est un hameau de la commune belge de Sainte-Ode située en Région wallonne dans la province de Luxembourg.
Avant la fusion des communes de 1977, Rechimont faisait partie de la commune de Tillet.

## Étymologie
Rechimont vient de Roc'h (pluriel Rec'hier) devenu Rechi puis Rechri signifiant Rochers et de Mont vu la situation du hameau sur une élévation. Le hameau voisin de Rechrival à la même origine.

## Situation
Rechimont est un hameau ardennais situé sur le versant est du Laval, un affluent de l'Ourthe occidentale. Il se trouve à proximité des hameaux de Hubermont, Milliomont, Rechrival et Laval.
L'altitude du hameau avoisine les 440 m.

## Description
Le hameau compte trois fermes bâties en pierre de grès schisteux.
Parmi celles-ci, se trouve l'ancienne ferme Lhoas. C'est dans une prairie de cette ferme que fut mis hors d'usage en décembre 1944 le char Sherman qui se trouve actuellement à Bastogne sur la place Mc Auliffe. L'équipage américain de ce char fut soigné dans la ferme avant d'être fait prisonnier en Allemagne.
Dans une autre ferme à fonction pédagogique, il est possible de visiter Champimont, un centre d'interprétation du champignon avec, entre autres, plus de cent maquettes de carpophores et une culture de pleurotes.
Une petite chapelle blanchie se trouve à l'entrée du hameau en venant de Hubermont.